# Pierre Joachim de Baussay
Pierre Joachim de Baussay, seigneur des Brétiniérides (né à La Rochelle le 14 janvier 1738 et mort à La Rochelle le 7 décembre 1813), est un négociant, armateur et homme de lettres français.

## Biographie
D'une ancienne famille rochelaise dont un membre passe en Hollande après la révocation de l'édit de Nantes, Pierre Joachim de Baussay est le fils du négociant Joachim de Beaussay, sujet des États généraux des Provinces-Unies, et de Marie Bonfils. Marié successivement à Marie Sara Belin (fille de Claude Étienne Belin et nièce de Jacques Carayon), à Marguerite Henriette Brevet (fille d'Henri Brevet, capitaine des Dragons) et à Marie Anne Elisabeth Bernon (petite-fille de Jacques Rasteau), il est le beau-père du préfet Augustin Choppin d'Arnouville.
Établi comme négociant et armateur à La Rochelle, propriété d'une raffinerie de sucre, il arme plusieurs navires à destination de Saint-Domingue, la Côte de l'Or et les Indes orientales. Il est élu syndic de la Chambre de commerce de La Rochelle en 1779.
S'adonnant aux lettres, auteur de mémoires, poèmes et chansons, il est admis comme membre associé (1782) puis membre titulaire (1783) de l'Académie des belles-lettres, sciences et arts de La Rochelle. Il préside l'Académie en 1785 et en devient vice-président en 1809.
En 1789, il est désigné pour siéger au sein de la commission chargée de rédiger en un seul cahier les vœux des différentes corporations pour les remettre au bailliage.
Il est élu officier municipal de La Rochelle en 1790. Il est destitué de ses fonctions d'administrateur de la ville de La Rochelle en 1799 comme soutien de la cause royaliste. Il retrouve ses fonctions au sein de la municipalité par la suite, occupant également celles de conseiller de préfecture.
Il est président de la Chambre de commerce de La Rochelle de 1803 à 1813.

## Œuvre
- La fuite du temps (poésie, 1785)
- La Gasconne (chanson)

## Sources
- Émile Garnault, Livre d'or de la Chambre de commerce de la Rochelle contenant la biographie des directeurs et présidents de cette Chambre de 1719 à 1891, E. Martin, 1902
- Brice Martinetti, Les négociants de La Rochelle au XVIIIe siècle, Presses universitaires de Rennes, 2019